# Eptossido di dimanganese
L'eptossido di dimanganese, o anidride permanganica in testi non recenti, è un ossido molecolare di manganese(VII) (configurazione elettronica {\displaystyle d^{0}}) di formula Mn2O7. Questo è analogo all'anidride perclorica Cl2O7, con la quale è isoelettronico di valenza.
Come quest'ultima, idratandosi dà luogo all'ossiacido corrispondente ad HClO4, ossia l'acido permanganico HMnO4, anch'esso un acido forte, che risulta però essere un ossidante decisamente più forte del perclorico. A temperatura ambiente si presenta come un liquido oleoso rosso scuro, in luce trasmessa, ma che appare verde in luce riflessa. Come solido cristallino {\displaystyle (t<6^{\circ }\mathrm {C} )} è di colore verde scuro.

## Struttura
La molecola può essere rappresentata dalla formula semistrutturale
{\displaystyle {\ce {(O=)3Mn-O-Mn(=O)3}}},
e consiste in due tetraedri che condividono un atomo di ossigeno (ossigeno a ponte) come quarto vertice comune. I vertici sono occupati da atomi di ossigeno e al centro di ogni tetraedro c'è un atomo di manganese.  I legami Mn=O (159 pm) sono più corti del legame Mn-O a ponte (177 pm) e L'angolo Mn-O-Mn è di 121°. Le sue proprietà di solubilità sono tipiche di una specie molecolare molto poco polare, che è in accordo con questa struttura.
Gli ioni pirosolfato, il pirofosfato e il bicromato adottano strutture con un ossigeno a ponte simili a quelle di Mn2O7. Gli omologhi superiori del manganese, come il tecnezio (Tc) e il renio (Re) formano molecole strutturalmente simili; la principale differenza è nell'angolo sull'ossigeno a ponte che in questi casi è di 180° per Tc2O7 e anche per Re2O7 allo stato di vapore, ma quest'ultimo non è molecolare allo stato solido, ha centri renio distribuiti in siti tetraedrici e siti ottaedrici.

## Sintesi
Diversamente dagli analoghi Tc2O7 e Re2O7 che si formano quando i rispettivi metalli vengono fatti bruciare in eccesso di ossigeno, questo ossido non può essere ottenuto direttamente così. Piccole quantità di Mn2O7 possono essere prodotte in laboratorio facendo reagire con cautela del permanganato di potassio con acido solforico concentrato (>94%) a freddo. La reazione è la seguente:
{\displaystyle {\ce {2KMnO4 + 2H2SO4 -> Mn2O7 + H2O + 2KHSO4}}}.
Inizialmente, con una mole di acido solforico, si ha una semplice protonazione dello ione permanganato a dare l'acido permanganico, che poi viene disidratato dalla seconda mole per dare la sua anidride. L'anidride permanganica così formatasi è un ossidante estremamente energico e anche pericolosamente esplosivo se a contatto con sostanze organiche o comunque riducenti, ma può venire estratta con tetracloruro di carbonio ({\displaystyle {\ce {CCl4}}}), diclorodifluorometano ({\displaystyle {\ce {CCl2F2}}}), o altri solventi peralogenati, dove è un po' più stabile.
Con ancora maggiore quantità di acido solforico la reazione va oltre, si ha una disidratazione tra l'anidrie e l'acido che porta alla formazione dello ione {\displaystyle {\ce {MnO3+}}}:
{\displaystyle {\ce {Mn2O7 + 2H2SO4 -> 2[MnO3]+ [HSO4]- + H2O}}}.
Questo ione è precisamente isoelettronico con il triossido di cromo (o anidride cromica) CrO3 e i suoi spettri di assorbimento sono consistenti con una struttura planare trigonale.

## Reazioni
L'eptossido di dimanganese reagisce con l'acqua a dare acido permanganico, il quale però è molto instabile.
{\displaystyle {\ce {Mn2O7 + H2O -> 2HMnO4}}}
Inoltre reagisce violentemente con etanolo sviluppando molto calore (l'etanolo si incendia):
{\displaystyle {\ce {2Mn2O7 + C2H5OH -> 4MnO2 + 2CO2 + 3H2O}}}
Questa reazione viene usata da esperti di sopravvivenza (A volte si utilizza anche la glicerina al posto dell'etanolo) per poter accendere un fuoco anche in condizioni proibitive. Infatti la fiamma che si sviluppa resiste molto all'umidità e al vento.
L'eptossido di manganese si decompone vicino alla temperatura ambiente, in modo esplosivo sopra i 55 °C. L'esplosione può essere iniziata colpendo il campione o mediante la sua esposizione a composti organici ossidabili (etanolo, glicerina, limonene ecc.). I prodotti sono diossido di manganese, ossigeno e acqua. Viene prodotto anche ozono, riconoscibile dal forte odore agliastro. L'ozono può far bruciare spontaneamente un pezzo di carta impregnato con una soluzione alcolica.